# Neolectomycetes
Neolecta es un género de hongos ascomicetos que poseen cuerpos frucíferos de color amarillento, anaranjado o verdoso, de una longitud de unos 7 cm y de aspecto lobulado. Las especies se conocen en inglés como 'earth tongues', es decir, 'lenguas terrestres', aunque con esta denominación también se agrupa a otros hongos como Geoglossum o Microglossum, de aspecto similar pero no emparentados de forma cercana.

## Taxonomía
Neolecta es el único género de la familia Neolectaceae, que a su vez es la única familia del orden Neolectales, que es el único orden de la clase Neolectomycetes; esta última pertenece a la subdivisión Taphrinomycotina, de los ascomicetos.

## Distribución
Neolecta se distribuye por Asia, Norteamérica, Norte de Europa, el Sur de Brasil y Argentina. Se trata de especies que forman estructuras asociadas a las raíces de los árboles (N. vitellina) o que están asociados con ellos, si bien no se ha descrito si estos últimos son parásitos, saprófitos o simbiontes Se dice que son especies comestibles.

## Filogenia y ecología
Neolecta no posee parientes con cuerpos fructíferos en el árbol filogenético: se situarían en un grupo extraño de Ascomycota basales denominado Taphrinomycotina, junto con: Taphrinomycetes, un grupo de hongos dimórficos que forman ascas desnudas y parasitan plantas; Schizosaccharomyces, un grupo de levaduras de fisión; Pneumocystis, una levadura parásita de pulmones de mamíferos y Archaeorhizomycetes, un grupo de microhongos filamentosos del suelo. Neolecta fructifica mediante cuerpos consistentes en hifas e himenio, carente este último de paráfisis, lo cual permite distinguir al grupo de los otros de aspecto similar macroscópicamente. Neolecta vitellina  forma masas de conidios mediante gemación, lo que podría ser indicativo de su capacidad de pasar por una fase de levadura. A día de hoy, no se ha conseguido cultivar in vitro, lo que quizá esté relacionado con una posible ecología parasítica o simbionte. Se consideran fósiles vivientes debido a su situación basal en la historia evolutiva de los ascomicetos y una posible relación con los hongos Prototaxites.